# Chardoniella acuta
Chardoniella acuta är en svampart som beskrevs av Buriticá & J.F. Hennen 1980. Chardoniella acuta ingår i släktet Chardoniella och familjen Pucciniosiraceae.   Inga underarter finns listade i Catalogue of Life.